# مادرا کانتری کلاب استیتس (کالیفرنیا)
مادرا کانتری کلاب استیتس (به انگلیسی: Madera Country Club Estates) یک منطقهٔ مسکونی در ایالات متحده آمریکا است که در شهرستان مادرا، کالیفرنیا واقع شده‌است. مادرا کانتری کلاب استیتس ۹۰ متر بالاتر از سطح دریا واقع شده‌است.